# Japanse bontbekplevier
De Japanse bontbekplevier (Charadrius placidus) is een waadvogel uit de familie van plevieren (Charadriidae).

## Verspreiding en leefgebied
Deze soort komt voor van zuidoost Siberië tot Japan en het Koreaan Schiereiland en van noordoostelijk en oostelijk-centraal China tot noordoostelijk India.

## Status
De grootte van de populatie wordt geschat op 1000 tot 25.000 individuen. Op de Rode lijst van de IUCN heeft deze soort de status niet bedreigd.